# Прапори штатів США
Прапор штату США — офіційний символ штату, який має кожен штат. Більшість прапорів з'явилися між 1890-ми та 1910-ми. У деяких південних штатів прапори з'явилися в 1861 році коли були утворені Конфедеративні Штати Америки.
Північноамериканська вексикологічна асоціація в 2001 році провела дослідження прапорів штатів США та провінцій Канади та оголосила прапор Нью-Мексико найкращим, а прапор Штату Джорджія — найгіршим. В 2003 Джорджія затвердила новий прапор. Прапор Небраски, який зайняв передостаннє місце, змінений не був.
Всі прапори, крім прапора Огайо, є прямокутними. Тільки в прапору Орегону лицьова та обернена сторони різні. Штати Массачусетс та Мен мають морські прапори. Найстарішим прапором є прапор Род-Айленду (з'явився в 1640 році, але офіційно затверджений в 1897).

## Прапори штатів
| Прапор | Штат                      | Рік затвердження | Опис | Історія |
| ------ | ------------------------- | ---------------- | --- | --- |
|        | Прапор Айдахо             | 1957             | Печатка Айдахо на синьому полі. Внизу золота стрічка з написом «State of Idaho». | Заснований на прапорі, який використовувався першим піхотним полком Айдахо під час Іспансько-американської війни. Перший варіант було затверджено в 1907 році, сучасний з деякими змінами в 1957. |
|        | Прапор Айови              | 1921             | Три вертикальних смуги — синя, біла та червона. Середня біла ширша за інші. На ній зображений білоголовий орлан, який тримає в дзьобі синю стрічку з написом «Our liberties we prize and our rights we will maintain» (англ. Ми цінуємо наші свободи, ми збережемо наші права). Внизу червоним написана назва штату. | Прапор придумала Діксі Корнелл Гебхарт з міста Ноксвілль. |
|        | Прапор Алабами            | 1895             | Червоний андріївський хрест на білому полі. | Прапор походить від бойового стяга Конфедерації. |
|        | Прапор Аляски             | 1927             | На синьому полі зображено 7 зірок сузір'я Великої Ведмедиці та Полярна зоря. | Прапор був придуманий 13-річним корінним американцем Бенні Бенсоном з села Чінгік та зайняв перше місце на конкурсі прапорів. |
|        | Прапор Аризони            | 1917             | Нижня половина прапора повністю синя, у верхній зображено 7 червоних та 6 жовтих променів, що виходять з центру. Посередині знаходиться помаранчева зірка. | Прапор був придуманий у 1910 році полковником Чарльзом Харрісом для команди, що представляла Аризону на національних змаганнях зі стрілецького спорту. |
|        | Прапор Арканзасу          | 1913             | На червоному полі розташований великий білий ромб з синьою окантовкою. На окантовці розташовані в ряд 25 білих зірок. Всередині ромба синім написана назва штату та зображено 4 зірки: 3 знизу та 1 зверху. | Прапор придумав для конкурсу прапорів в 1912 році Віллі Хокер з міста Ваббасока. |
|        | Прапор Вайомінгу          | 1917             | На синьому поле з червоною ззовні та білою всередині окантовками зображений білий американський бізон з печаткою Вайомінгу на боці. | Автор прапора — Верна Кейес. |
|        | Прапор Вашингтону         | 1923             | Печатка Вашингтона з портретом Джорджа Вашингтона на зеленому полі. | Придуманий в 1914 році організацією «Дочки американської революції». |
|        | Прапор Вермонту           | 1923             | Герб Вермонту на синьому полі. | Використовувався ополченням Вермонту під час Громадянської війни, Іспансько-американської війни та Першої світової війни. |
|        | Прапор Вірджинії          | 1861             | Печатка Вірджинії на синьому полі. | Прапор було затверджено на початку Громадянської війни. |
|        | Прапор Вісконсину         | 1980             | Герб Вісконсину на синьому полі. Зверху білим написана назва штату, знизу «1848» (рік отримання статусу штату) | Прапор створено в 1863 році. В 1980 додані написи зверху та знизу. |
|        | Прапор Гаваїв             | 1959             | В крижі зображено «Юніон Джек». Іншу частину прапора займають 8 горизонтальних білих, червоних та синіх смуг, що чергуються. | Перша версія прапору з'явилася в 1816 році при правлінні короля Камехамеха I, однак смуги в ній було розташовані по іншому (червона, біла, синя). |
|        | Прапор Делаверу           | 1913             | На темно-блакитному полі світло-жовтий ромб, всередині якого герб Делаверу. Під ромбом напис білим «December 7, 1787» (англ. 7 грудня 1787) — дата, коли Делавер першим із всіх штатів затвердив Конституцію США. | Схожий прапор використовувався делаверськими військовими під час Громадянської війни. |
|        | Прапор Джорджії           | 2003             | Три горизонтальних смуги — червона, біла та червона. В крижі зображений герб Джорджії на синьому полі, оточений тринадцятьма білими зірками. Під гербом жовтим написано «In God We Trust» (англ. В Бога Віримо — девіз США). | Джорджія досить часто змінює свій прапор. Штат затверджував нові прапори в 1879, 1902, 1906, 1920, 1956, 2001 та 2003 роках. |
|        | Прапор Західної Вірджинії | 1929             | На білому, з синьою окантовкою, полі зображений герб Західної Вірджинії. | Перший офіційний прапор з'явився в 1905 році після того, як на Всесвітній виставці в Луїзіані з'ясувалося, що штат не має прапору. В 1907 він був змінений. Сучасний прапор був затверджений в 1929 році. |
|        | Прапор Іллінойсу          | 1969             | На білому полі зображена внутрішня частина печатки Іллінойсу. Під нею синім написана назва штату | Прапор створила Люсі Дервент в 1912 році. В 1915 році він був затверджений. В 1969 була додана назва штату. |
|        | Прапор Індіани            | 1917             | На темно синьому полі зображений жовтий смолоскип оточений зовнішнім колом з 13 зірок, внутрішнім напівколом з 5 зірок та одною зіркою над полум'ям смолоскипу, над якою напівколом написана назва штату. | Прапор створив Пол Хадлі з міста Мурсвілль для конкурсу прапорів. |
|        | Прапор Каліфорнії         | 1911             | На білому полі червона смуга внизу, в крижі червона зірка. В центрі зображений ведмідь грізлі, під ним напис «California Republic». | Походить від прапора Каліфорнійської республіки. |
|        | Прапор Канзасу            | 1963             | Печатка Канзасу на синьому полі. Над нею квітка соняшника, а під нею жовтим написана назва штату. | Перший прапор Канзасу був розроблений в 1925 році та офіційно затверджений в 1927 році. В 1961 році була додана назва штату, а в 1963 були змінені розміри прапора. |
|        | Прапор Кентуккі           | 1928             | Печатка Кентуккі на темно синьому полі. Над печаткою напівколом жовтим написана назва штату, а під печаткою напівколом дві квітки Золотушника. | Прапор створив Джессі Кокс Бьорджесс — вчитель з Франкфурта (Кентуккі). |
|        | Прапор Колорадо           | 1911             | Три горизонтальні смуги рівної ширини — синя біла та синя. Трохи лівіше від центра розміщена велика червона літера C, всередині якої розміщений жовтий круг, діаметр якого дорівнює ширині однієї смуги. | Прапор був створений Ендрю Карлайлом Карсоном та затверджений в 1911 році. В 1929 та 1964 вносились уточнення щодо кольорів та розмірів літери. |
|        | Прапор Коннектикуту       | 1897             | Герб Коннектикуту на синьому полі. | Прапор походить від прапора колонії Сейбрук. |
|        | Прапор Луїзіани           | 2006             | На синьому полі розміщений пелікан з печатки Луїзіани. Під ним стрічка з написом «Union, Justice and Confidence» (англ. Союз, справедливість та віра — девіз штату). | Прапор був затверджений в 1912 році, а в 2006 він був трохи змінені. |
|        | Прапор Массачусетсу       | 1971             | Герб Массачусетсу на білому полі. | В 1908-1971 роках обернена частина прапору була відмінною від лицьової. З 1971 вони виглядають однаково. |
|        | Прапор Мена               | 1909             | Герб Мена на синьому полі. | В 1901-1909 прапором Мена був жовтий прапор з зеленою ялинкою та синьою зіркою. |
|        | Прапор Меріленду          | 1904             | Полотнище прапора розділено на 4 чверті. Перша і четверта чверті складаються з 6 вертикальних планок, почергово золотого і чорного кольору з діагональною стрічкою, на якій ці кольори змінюються на протилежний. Друга і третя чверті сріблясто-червоні. Вони в свою чергу розділені на 4 частини білого і червоного кольору і заповнені грецьким хрестом перехідного кольору, білий на червоному тлі і червоний на білому тлі. | Геральдичний прапор першого барону Балтимора Джорджа Кальверта. |
|        | Прапор Міннесоти          | 2024             | Полярна зоря на тлі нічного неба (темне тло) та рясні води озер Міннесоти (блакить) | Заміна старого прапора з печаткою, який губився на тлі подібних прапорів. |
|        | Прапор Міссісіпі          | 2021             | Три горизонтальних смуги — синя, біла та червона. В крижі розташований бойовий стяг Конфедерації. | Прапор був затверджений 23 квітня 1894 Легіслатурою штату Міссісіпі. В 1906 це рішення було скасовано і далі прапор використовувався неофіційно. В 2001 році було проведено референдум щодо прапора, на якому переміг прапор 1894 року.                                                                                            |
|        | Прапор Міссурі            | 1913             | Три горизонтальних смуги — червона, біла та синя. В центрі розташована Печатка Міссурі з синьою окантовкою, на якій розташовано 24 білих зірки. | Автором прапору є Мері Елізабет Уоткінс Олівер. |
|        | Прапор Мічигану           | 1911             | Герб Мічигану на синьому полі. | В 1865-1911 на оберненій стороні прапора зображувалась печатка США. |
|        | Прапор Монтани            | 1981             | На синьому полі трохи нижче центра зображена Печатка Монтани. Над нею жовтим написана назва штату. | Під час Іспансько-американської війни такий прапор, але без напису, використовували війська з Монтани. В 1905 він був затверджений як прапор штату, а в 1981 була додана назва штату. |
|        | Прапор Небраски           | 1963             | Печатка Небраски на синьому полі. | Прапор використовується з 1925 року. Офіційно затверджений в 1963 році. |
|        | Прапор Невади             | 1991             | На синьому полі в крижі зображено дві гілки полину, які підтримують сіру зірку. Під зіркою півколом жовтим написана назва штату, а над зіркою жовта стрічка з написом «Battle born» (англ. Народжений в боях). | Прапор було затверджено в 1929 році. Тоді назва штату була написана навколо зірки, а не під нею. Сучасний варіант затверджено в 1991 році. |
|        | Прапор Нью-Гемпширу       | 1931             | На синьому полі зображена печатка Нью-Гемпширу, оточена лавровим листям та дев'ятьма золотими зірками. | Прапор було затверджено в 1909 році. В 1931 році була змінена печатка, що призвело до зміни прапора. |
|        | Прапор Нью-Джерсі         | 1896             | Герб Нью-Джерсі на темно-бежевому полі. | Прапор з'явився в 1779 році під час Війни за незалежність. Був офіційно затверджений в 1896 році. В 1965 році були внесені уточнення щодо кольорів |
|        | Прапор Нью-Йорку          | 1901             | Герб Нью-Йорку на синьому полі. | Прапор з'явився в 1779 році під час Війни за незалежність. Був офіційно затверджений в 1896 році. В 1901 колір фону був змінений на синій. |
|        | Прапор Нью-Мексико        | 1925             | На жовтому полі зображений червоний знак сонця індіанського племені Зіа — червоне коло, з якого в чотири сторони, паралельно до сторін прапора, виходять по чотири промені, при чому два середніх довші за крайні. | Прапор створений археологом Гаррі Мера з міста Санта-Фе в 1920 році. В 1925 році був офіційно затверджений. |
|        | Прапор Огайо              | 1902             | Прапор звужується вправо, справа трикутний виріз. Зліва синій трикутник, всередині якого білий круг, а всередині нього червоний. Навколо білого круга сімнадцять білих зірок. В іншій частині прапора п'ять горизонтальних червоних та білих смуг. | Автором прапора є Джон Ейземанн, архітектор з Клівленду. |
|        | Прапор Оклахоми           | 1941             | На блакитному полі зображені традиційний щит індіанського племені «оседж», а на ньому перехрещені люлька миру і оливкова гілка. Знизу білим написана назва штату. | Перший прапор було затверджено в 1911 році. Тоді це був червоний прапор з білою зіркою, всередині якої було написано «46». В 1924 організація «Дочки американської революції» влаштувала конкурс на новий прапор штату. Найкращий варіант, запропонований Луїз Флюк, був затверджений в 1925 році. В 1941 була додана назва штату. |
|        | Прапор Орегону            | 1925             | На лицьовій стороні на синьому полі зображена внутрішня частина печатки Орегону. Зверху жовтим написана повна назва штату «State of Oregon», знизу «1859» — рік коли Орегон отримав статус штату. На оберненій стороні на синьому полі зображений бобер жовтим кольором. | Прапор було затверджено в 1925 році. Вважається, що перший прапор виготовила крамниця «Meier & Frank». |
|        | Прапор Пенсильванії       | 1907             | Герб Пенсильванії на синьому полі. | Перший прапор Пенсильванії був затверджений в 1799 році. Під час Громадянської війни військові з Пенсильванії використовували прапор США з гербом штату замість зірок. Сучасний прапор був затверджений в 1907 році. |
|        | Прапор Південної Дакоти   | 1992             | На блакитному полі зображена Печатка Південної Дакоти в синьо-білому варіанті, оточена жовтими трикутниками, основи яких лежать на контурі круга. Зверху від печатки напівколом жовтим написана назва штату, а знизу від печатки напівколом жовтим написано «The Mount Rushmore State» (англ. Штат гори Рашмор). | Перший прапор Південної Дакоти розробила бібліотекарка Іда Ендінг в 1909 році. Цей прапор був двостороннім. В 1963 році його зробили одностороннім. В 1992 році напис «The Sunshine State» (англ. Сонячний штат) був змінений на сучасний.                                                                                         |
|        | Прапор Південної Кароліни | 1861             | На синьому полі в центрі біла пальма, а в крижі білий півмісяць розвернутий до лівого верхнього кута прапора. | Заснований на прапорі, який розробив полковник Вільям Молтрі для військ Південної Кароліни в 1775 році. |
|        | Прапор Північної Дакоти   | 1911             | На синьому полі зображений білоголовий орлан подібний до зображеного на печатці США. Під орланом червона стрічка на якій білим написана назва штату, а над орланом розташовані двома напівколами тринадцять жовтих зірок, а над ними промені сонця, що сходить. | Такий самий прапор, але без стрічки з назвою штату, використовувала північнодакотська піхота під час Філіппінсько-американської війни. |
|        | Прапор Північної Кароліни | 1991             | Дві горизонтальні смуги — червона та біла, а також вертикальна синя смуга зліва, всередині якої розташована біла зірка. Зліва та справа від неї розташовані літери N та C відповідно. Зверху та знизу розташовані жовті стрічки на яких синім написані дати 20 травня 1775 та 12 квітня 1776 відповідно. | Перший прапор був затверджений 20 травня 1861 одразу після оголошення про вихід штату з Союзу. В 1885 році синій та червоний кольори поміняли місцями. В 1991 році пропорції прапора були змінені, а синя стрічка розширена. |
|        | Прапор Род-Айленду        | 1897             | На білому полі, з золотою окантовкою на всіх сторонах, крім лівої, зображений золотий якір, оточений тринадцятьма золотими зірками. Під якорем розташована синя стрічка, на якій золотим написано «Hope» (англ. Надія — девіз штату). | Перші прапори Род-Айленду з якорем з'явилися в 1640 році. Існували різні варіанти прапорів, доки в 1897 не був затверджений сучасний. |
|        | Теннессі                  | 1905             | На червоному полі справа вузька синя смуга, а в центрі синій круг з білою окантовкою. Всередині круга три білих зірки. Один промінь з кожної зірки напрямлений до центру. | Прапор розробив полковник Лерой Рівз в 1905 році, в тому ж році прапор затвердили. |
|        | Прапор Техасу             | 1845             | Дві горизонтальні смуги — біла та червона, а також вертикальна синя смуга зліва, всередині якої розташована біла зірка | Прапор був розроблений в 1838 році, а в 1839 затверджений як прапор Республіки Техас. В 1845 затверджений як прапор новоутвореного штату. |
|        | Прапор Флориди            | 1985             | Червоний андріївський хрест на білому полі. В центрі розташована печатка Флориди. | Червоний хрест на прапорі походить від бойового стяга Конфедерації. Прапор був офіційно затверджений в 1900 році. В 1985 році була змінена печатка штату, що призвело до зміни прапора. |
|        | Прапор Юти                | 2011             | Герб Юти оточений золотим колом на синьому полі. | Перший прапор Юти був розроблений організацією «Дочки американської революції» на прохання губернатора Юти в 1903 році для Всесвітньої виставки в Луїзіані. В тому ж розі був затверджений. В 1913 був затверджений прапор схожий на сучасний. В 2011 в нього були внесені зміни.                                                  |

## Прапори інших території
| Прапор | Територія                                 | Рік затвердження | Опис | Історія |
| ------ | ----------------------------------------- | ---------------- | --- | --- |
|        | Прапор округу Колумбії                    | 1938             | На білому полі дві горизонтальні червоні смуги. На ними три червоні зірки. | Заснований на родовому гербі Вашингтонів. Офіційно затверджений в 1938 році. До цього неофіційно використовувався прапор Національної гвардії округу Колумбії. |
|        | Прапор Американських Віргінських островів | 1960             | На білому полі зображений жовтий орлан подібний до зображеного на печатці США, але який тримає три блакитні стріли замість тринадцяти. Зліва та справа від нього зображені блакитні літери V та I відповідно.                                      | В 1921 році військовий губернатор Віргінських островів контр-адмірал Самнер Елі Вітмор Кіттелль попросив свого друга-мультиплікатора Персиваля Вілсона Спаркса розробити прапор території, що і було зроблено. Згодом дружина та сестра Спаркса виготовили перший екземпляр прапора.                                                                |
|        | Прапор Американського Самоа               | 1921             | На синьому полі білий, з червоною окантовкою, рівнобедрений трикутник такий, що його основа лежить на правій стороні прапора. Всередині трикутника зображений білоголовий орлан, який тримає в лапах уатогі (військовий кийок) та фуе (мухобійка). | До 1900 року багато країн намагалися заволодіти островами, тому там використовувались різні прапори. В 1900 суверенітет США остаточно затвердився на островах і з цього моменту там почали використовувати прапор США. В середині 50-х самоанці вирішили почати розробку прапора. В 1960 був затверджений сучасний прапор.                          |
|        | Прапор Гуаму                              | 1948             | На синьому, з червоною окантовкою, полі зображена печатка Гуаму. | Перший прапор території був затверджений в 1917 році разом з печаткою. В 1948 році була додана червона окантовка. |
|        | Прапор Північних Маріанських островів     | 1985             | Внутрішня частина печатки Північних Маріанських островів на блакитному полі. | В 1947-1965 використовувався прапор ООН. В 1965-1972 використовувався блакитний прапор з шістьма білими зірками. В 1976 був затверджений прапор схожий на сучасний. Сучасний був затверджений в 1985 році. |
|        | Прапор Пуерто-Рико                        | 1952             | П'ять горизонтальних червоних та білих смуги. Зліва розміщений рівносторонній синій трикутник, одна сторона якого лежить на лівій стороні прапора. Всередині трикутника знаходиться біла зірка.                                                    | Перший прапор Пуерто-Рико був розроблений в 1868 році Рамоном Еметеріо Бетансесом під час антиіспанського повстання. Сучасний варіант був створений в 1895 році за зразком прапора Куби як прапор пуерто-риканського відділення Кубинської революційної партії. Офіційно затверджений в 1952 році. Після цього в 1995 були змінені кольори прапора. |

## Морські прапори

Морський прапор Массачусетсу
Морський прапор Мену

## Прапори губернаторів

Прапор губернатора Алабами
Прапор губернатора Гаваїв
Прапор губернатора Каліфорнії
Прапор губернатора Канзасу
Прапор губернатора Массачусетсу
Прапор губернатора Мічигану
Прапор губернатора Невади
Прапор губернатора Нью-Йорка
Прапор губернатора Огайо
Прапор губернатора Оклахоми
Прапор губернатора Пенсильванії
Прапор губернатора Північної Дакоти
Прапор губернатора Род-Айленду
Прапор губернатора Теннессі
Прапор губернатора Техасу
Прапор губернатора Пуерто-Рико

## Інші

Прапор Нової Англії